# Daniel B. Gallagher
Daniel B. Gallagher  ist ein US-amerikanischer Latinist.

## Leben
Er erwarb B.S. in Mikrobiologie, University of Michigan 1993, den Master of Arts in Philosophie, Catholic University of America (Masterarbeit: Joseph Owens and the debate on the predication of existence) 1995, den S.T.B, Theologie, Gregoriana 1998, den S.T.L., Theologie, Gregoriana 2000 und M.A. in Education, Universität Michigan, 2002.
Von 2002 bis 2007 lehrte er als Assistenzprofessor für Philosophie, Abteilung für Philosophie am Sacred Heart Major Seminary. Von 2013 bis 2017 war er Ausbilder in Latein, Paideia Institute for Humanistic Study. Von 2007 bis 2017 war der Priester der Bistums Gaylord päpstlicher Latinist. 2017 war er Adjunct Professor für Philosophie, Abteilung für Philosophie, Aquinas College und Adjunct Professor für Latein an der University of Notre Dame 2017. Seit 2017 ist er Ralph and Jeanne Kanders Associate Professor of the Practice in Latin an der Cornell University.

## Schriften (Auswahl)
- als Übersetzer: Vittorio Possenti: Nihilism and metaphysics. The third voyage (= Suny series in contemporary Italian philosophy). State University of New York Press, Albany 2014, ISBN 1-4384-5207-1.
- als Übersetzer: Jeff Kinney: Commentarii de Inepto Puero. Gregorii Heffley libellus. Baumhaus Verlag, Köln 2016, ISBN 3-8339-3654-1.